# ジホスホメバロン酸デカルボキシラーゼ
ジホスホメバロン酸デカルボキシラーゼ(Diphosphomevalonate decarboxylase、EC 4.1.1.33)は、以下の化学反応を触媒する酵素である。
ATP + (R)-5-ジホスホメバロン酸{\displaystyle \rightleftharpoons }ADP + リン酸 + イソペンテニル二リン酸 + 二酸化炭素
従って、この酵素の2つの基質はATPと(R)-5-ジホスホメバロン酸、4つの生成物はADP、リン酸、イソペンテニル二リン酸と二酸化炭素である。
この酵素は、リアーゼ、特にカルボキシリアーゼに分類される。系統名は、ATP:(R)-5-ジホスホメバロン酸 カルボキシリアーゼである。その他よく用いられる名前に、pyrophosphomevalonate decarboxylase、mevalonate-5-pyrophosphate decarboxylase、pyrophosphomevalonic acid decarboxylase、5-pyrophosphomevalonate decarboxylase、mevalonate 5-diphosphate decarboxylase、ATP:(R)-5-diphosphomevalonate carboxy-lyase (dehydrating)等がある。
この酵素は、ステロイドの生合成に関与する。

## 構造
2007年末時点で、この酵素の4つの構造が解明されている。蛋白質構造データバンクのコードは、1FI4、2HK2、2HK3、2HKEである。